# Prag 10
Prag 10 ist ein Verwaltungsbezirk der tschechischen Hauptstadt Prag. Er umfasst die Katastralgemeinde Vršovice, wo sich auch der Amtssitz befindet, vollständig. Daneben gehören ein Teil von Vinohrady, jeweils der Großteil von Strašnice und Malešice sowie ein Teil von Záběhlice und von Michle zum 10. Bezirk. Außerdem sind noch geringfügige Gebiete der Katastralgemeinden Žižkov, Hrdlořezy und Hloubětín Bestandteil des Bezirks.

## Sehenswürdigkeiten
Im Bezirk Prag 10 befinden sich zwei moderne Kirchengebäude aus der ersten Hälfte des 20. Jahrhunderts. Es sind dies die Kirche des Heiligen Wenzel, ein funktionalistischer Bau von Josef Gočár, und die Hussitische Kirche in Vinohrady, erbaut von Pavel Janák. Die romanische Kirche Mariä Geburt in Záběhlice ist ein Baudenkmal aus dem 12. Jahrhundert.
Außerdem befindet sich in Prag 10 das größte Krematorium in Europa, das Krematorium Strašnice. An dieses schließt der Friedhof Vinohrady an, der zweitgrößte Prager Friedhof. Auf dem Gebiet des Bezirks liegt die Villa der Gebrüder Čapek und die Villa Trmal von Jan Kotěra.

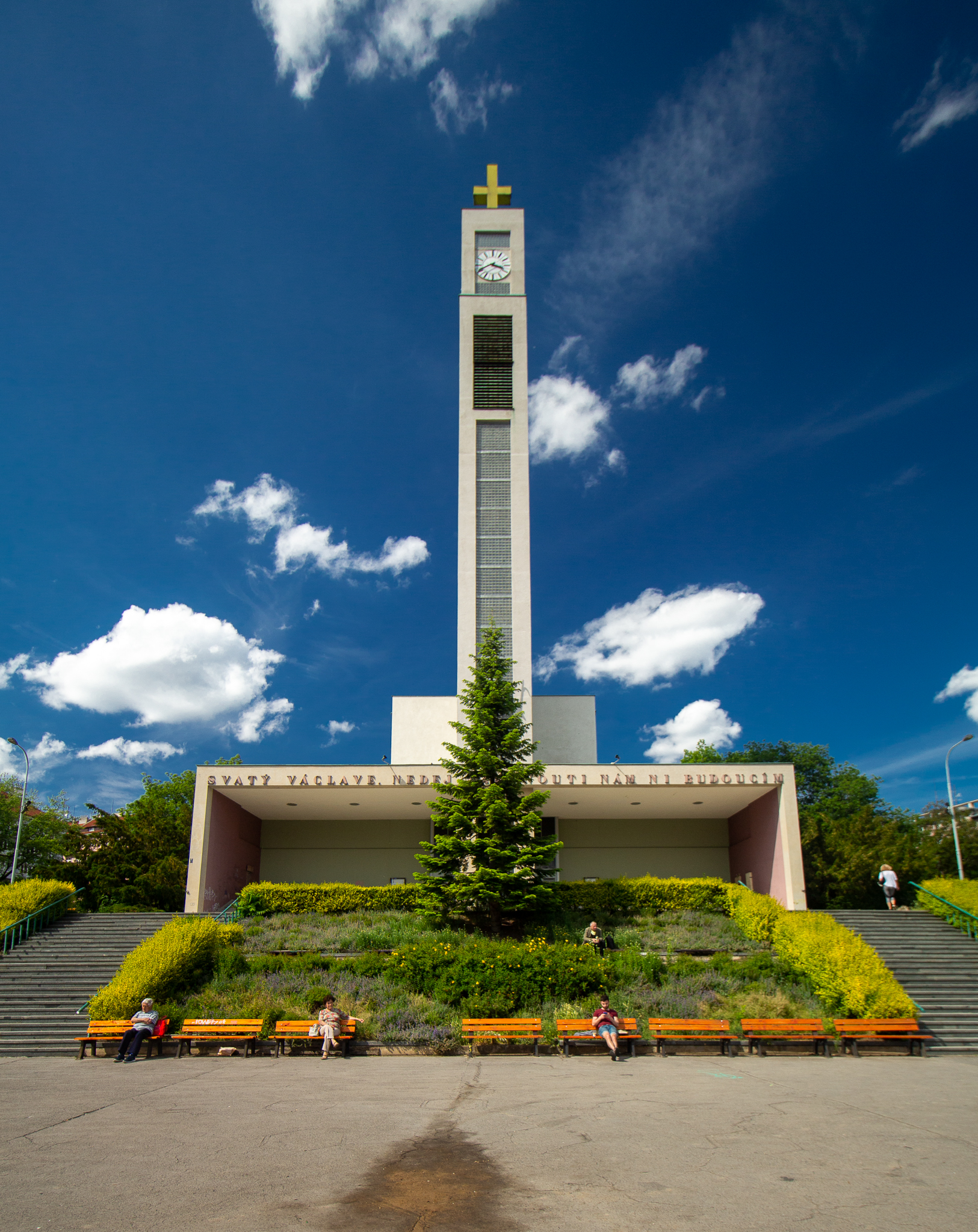
Wenzelskirche in Vršovice
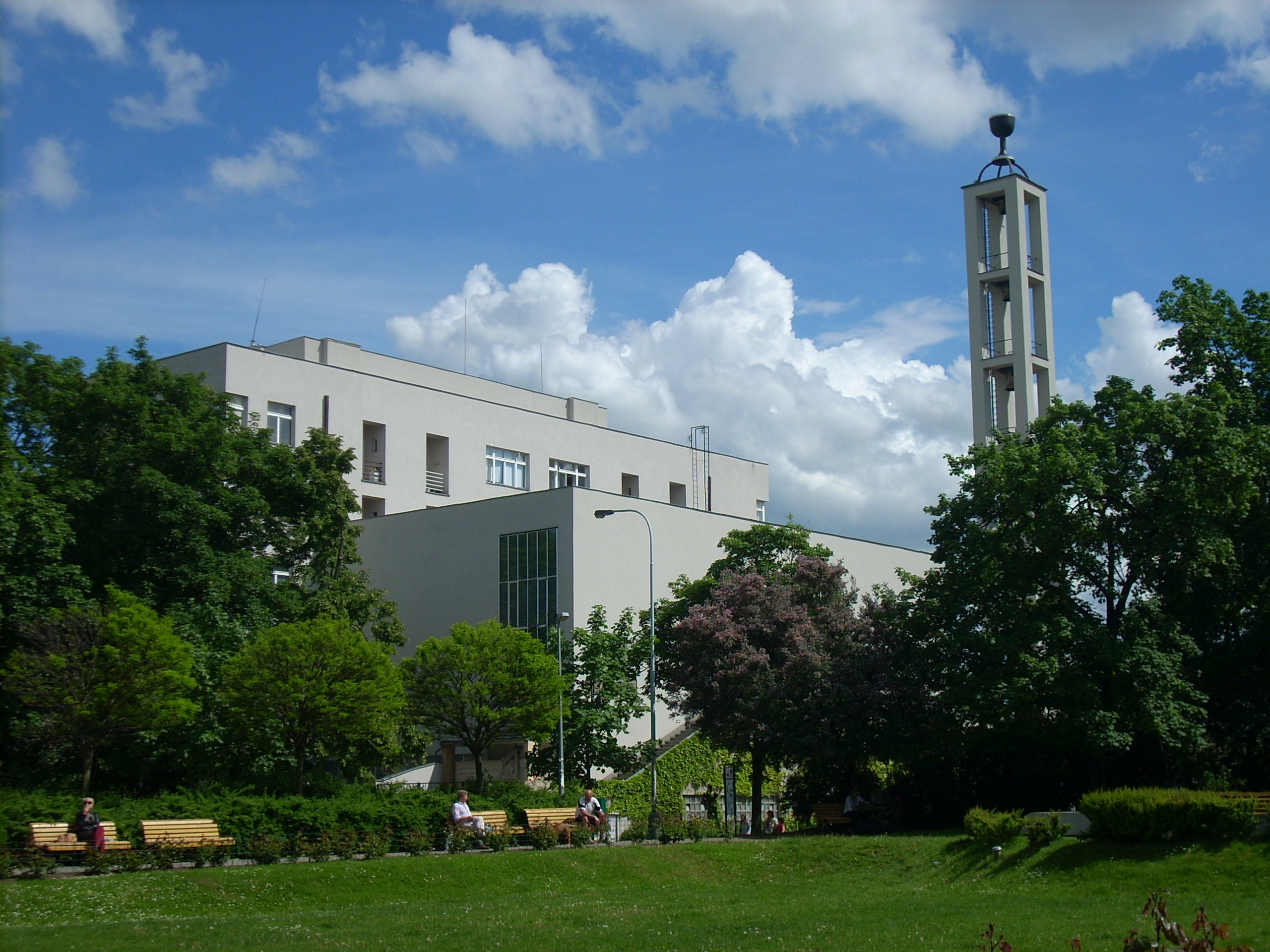
Hussitische Kirche
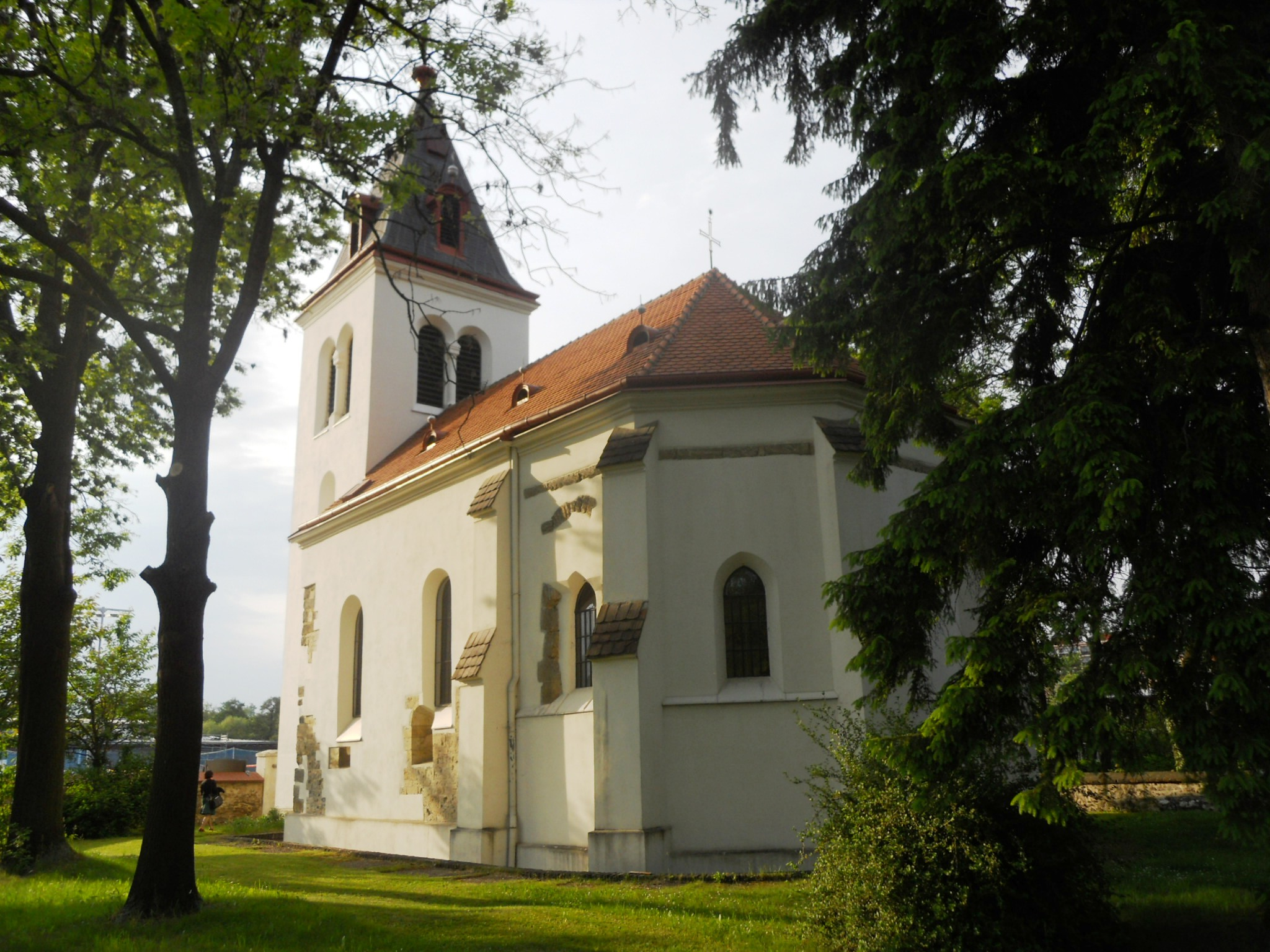
Kirche Mariä Geburt
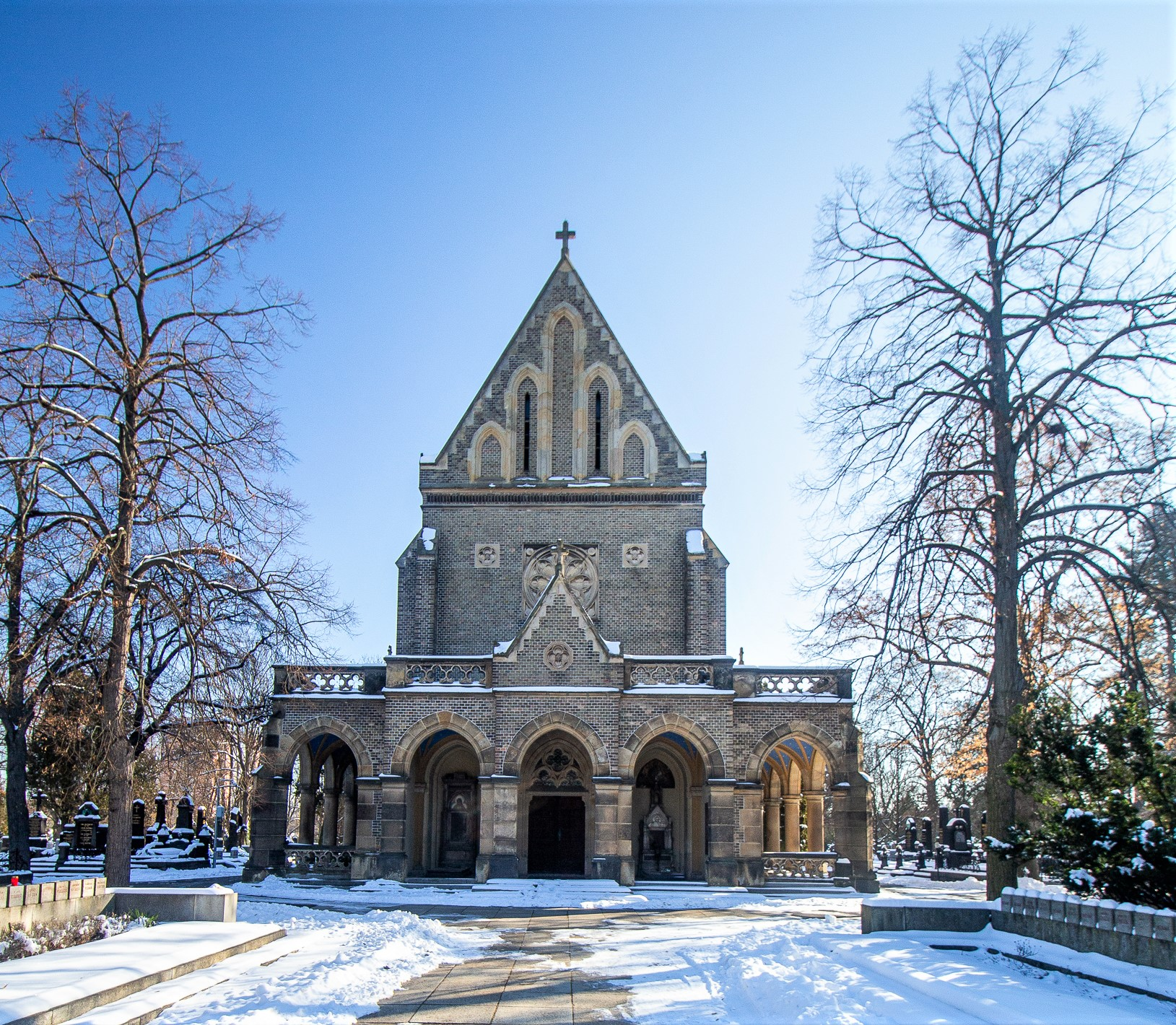
Friedhof Vinohrady

## Partnerstädte
- Ballerup, Dänemark
- Jasło, Polen
- Nyíregyháza, Ungarn
- Prešov, Slowakei